# Acmonia spilota
Acmonia spilota är en insektsart som först beskrevs av Ernst Friedrich Germar 1830.  Acmonia spilota ingår i släktet Acmonia och familjen lyktstritar. Inga underarter finns listade i Catalogue of Life.